# Pier Luigi Nava
Pier Luigi Nava SMM (* 7. Juli 1953 in Leffe, Provinz Bergamo) ist ein italienischer Ordenspriester und Kurienbeamter. Er war Untersekretär des Dikasteriums für die Institute geweihten Lebens und für die Gesellschaften apostolischen Lebens.

## Leben
Pier Luigi Nava trat der Ordensgemeinschaft der Montfortaner bei, in der er am 28. April 1978 die ewige Profess ablegte. Am 17. März 1979 empfing er das Sakrament der Priesterweihe. 1980 erwarb er in Rom an der  Lateranuniversität das Lizenziat in Kanonischem Recht. Er war innerhalb des Ordens in verschiedenen Bereichen und in der Pfarrseelsorge in Rom tätig. Seit 1996 war er Berater des Präsidialrats und der Ordenskommission der italienischen Bischofskonferenz. Er ist Dozent an der Päpstlichen Fakultät für Erziehungswissenschaften „Auxilium“ in Rom (Pontificia Facoltà di Scienze dell’Educazione Auxilium). Seit 2014 war er zudem Konsultor der Kongregation für die Institute geweihten Lebens und für die Gesellschaften apostolischen Lebens. Papst Franziskus ernannte ihn am 27. November 2018 für fünf Jahre zum Untersekretär dieser Kongregation.